# Ditlev Gothard Monrad

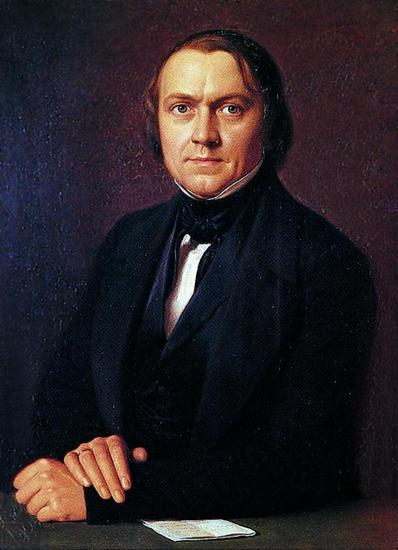
Ditlev Gothard Monrad

Ditlev Gothard Monrad (24. listopadu 1811 Kodaň – 28. března 1887 Nykøbing Falster) byl dánský politik a biskup lollandsko-falsterský.

## Kariéra
Monrad byl jedním ze zakladatelů ústavního Dánska v roce 1848 a zastával funkci ministra kultu. Na této pozici se objevil ještě dvakrát, v roce 1859 a poté v období let 1860–1863. Poté se stal dánským premiérem (v té době nazývaným prezidentem rady – Konseilspræsident) a zároveň zastával také úřad ministra zahraničních věcí a financí. Plnil tak roli vůdce během rané fáze druhé šlesvické války proti Německému spolku, vedeném Otto von Bismarckem, která později vedla k Vídeňské mírové smlouvě.
Po válce emigroval Monrad na Nový Zéland. Rozeslal své syny do Nelsonu a dalších okresů Nového Zélandu, aby prozkoumali zem. Nakonec se usadil v Palmerston North na Severním ostrově. Zakoupil si 428 akrů (1,95 km²) půdy na Karere Block. Se svoji rodinou se věnoval chovu krav a ovcí. Monrad pomohl společnosti New Zealand Company najít vhodné osadníky z řad Skandinávců a pomohl mnoha dánským imigrantům najít vhodnou půdu, převážně v oblasti Dannevirke.
Monradova práce byla narušována maorskými výtržníky (Hauhau pod vedením náčelníka Titokowaru). Pohřbil proto svůj majetek a odešel se svoji rodinou do Wellingtonu a v roce 1869 pak zpět do Dánska. Jeho synové, Viggo a Johannes, se později vrátili do Karere, aby tam žili jako farmáři.

## Odkaz
V Palmerston North byla na jeho počest pojmenována střední škola Monrad Intermediate.
Ještě před svým odjezdem z Nového Zélandu daroval místní vládě svou kolekci kreseb a leptů starých evropských mistrů, například Rembrandta, Rubense, Dürera nebo van Dycka. Ty jsou v současné době součástí sbírek novozélandského národního muzea (Museum of New Zealand Te Papa Tongarewa).